# Riksväg 30
Riksväg 30 går mellan Jönköping och Växjö via Vrigstad och Lammhult. 

## Vägbeskrivning
Från Jönköping delar den sträckning med E4 12-15 km söderut och är således motorväg på den sträckan (se E4). Därefter är riksvägen klassad som motortrafikled fram till den första korsningen (ca 1 km). Vidare söderut är 30:an tvåfilig landsväg ner till Öjaby i Växjös utkant. Kring Växjö finns några vägkilometer med motorvägsstatus. Mellan dessa sträckor finns inga trafikplatser, tvärtom är vägen av mindre bra kvalitet och går också genom flera tätorter, Hok, Vrigstad och Lammhult.

## Motorväg
Riksväg 30 är motorväg väster om Växjö, längs en 2,5 km lång sträcka. Den är gemensam med riksväg 25 och riksväg 27 mellan Trafikplats Öjaby (tidigare kallad Trafikplats Kvälleberg) och Trafikplats Helgevärma (längs 1,3 km) där de fortsätter ut på Norrleden. Motorvägen fortsätter sedan mot Växjö centrum och Trafikplats Mörners väg. Motorvägen slutar vid en rondell och övergår i Storgatan. Den används av resenärer längs riksvägarna 25, 27 och 30 som ska till eller från Växjö centrum.
Riksväg 30 förkortades 2005 till att sluta i Växjö, därmed fick slutdelen av denna motorväg ett riksvägsnummer, vilket den inte haft sedan Norrleden invigdes på det tidiga 1980-talet.
Motorvägsstycket i Växjö från väster byggdes under sent 1960- eller tidigt 1970-talet. Under denna tid byggdes det till största del motorvägar i större orters närhet där man såg att trafikmängden var som störst och satsningarna ledde till lokala motorvägar som skulle skapa möjlighet till pendling till förorterna. Norrleden är en mer trafikerad väg än vad motorvägen är, men Norrleden är trots detta motortrafikled. Den byggdes något senare på 70-talet då motorvägar undveks mer. Denna korta motorvägssträckning vid Växjö är av exemplen på de typiska tidiga svenska motorvägarna, i närheten av städer. Vid denna tid fanns inte Norrleden, alltså vägen runt Växjö. Riksvägarna gick rakt genom centrum och vägen som användes före motorvägens invigning var hårt belastad. Det var ett vanligt synsätt att man ville behålla trafiken genom centrum, även på butiksgator för att få extra mycket försäljning till bilburna kunder, och därmed arbetstillfällen. Numera har man övergett sådana ståndpunkter, åtminstone i lite större städer.

## Trafikplatser, korsningar och anslutningar
|                                | Nr | Namn                    | Skyltning                             |
| ------------------------------ | -- | ----------------------- | ------------------------------------- |
|                                | 91 | Trafikplats Stigamo     | Helsingborg, Stockholm                |
|                                |    | Hok                     |                                       |
|                                |    | nära Vrigstad           | Värnamo                               |
|                                |    | Vrigstad                |                                       |
|                                |    | i Vrigstad              | Hultsfred                             |
|                                |    | Lammhult                |                                       |
|                                |    | nära Lammhult           | Alvesta Karlshamn                     |
| Motorväg västra delen av Växjö |    |                         |                                       |
|                                | -  | Trafikplats Öjaby       | Halmstad, Göteborg (rv 30 svänger)    |
|                                | -  | Trafikplats Helgevärma  | Malmö, Oskarshamn, Kalmar, Karlskrona |
|                                | -  | Trafikplats Mörners väg | Mörners väg                           |
|                                |    | Växjö                   |                                       |

## Historik
Sträckan Jönköping-Växjö hette från 1940-talet till 1962 väg nummer 82. Från 1962 kallades den Riksväg 30, och gick Jönköping-Växjö och ända till Ronneby.
På hösten 2005 började vägen Växjö-Ronneby istället skyltas som Riksväg 27, som går från Borås via Växjö och numera till Ronneby-Karlskrona.
Vad gäller vägens sträckning går den i samma sträckning som på 1940-talet, och troligen sedan mycket lång tid tillbaka. Det finns inga större spår av någon parallell väg, förutom de sista 20 kilometrarna före Växjö där det finns en sådan (som inte var huvudväg på 40-talet). Vägen passerar rakt genom alla samhällen, och förbi alla kyrkor, dit vägarna ofta gick förr i tiden.
Undantag från detta är att nyare väg finns längs E4 till Jönköping (från 1960-talet och 1990-talet) och sträckan utanför Öjaby/runt Växjö flygplats plus motorvägen (från 1960 eller 1970-talet).

## Byggplaner
- Vägverket planerar att mittseparera vägen på sträckan Öjaby-Tunatorp, genom att sätta upp mittvajer. Vägen kommer i samband med det, göras om till en 2+1-väg. Vägen är idag på denna sträcka 13 meter bred.[1]
- Vägverket planerar att mittseparera vägen på sträckan Bredhult-Slätthult, genom att sätta upp mittvajer. Vägen kommer i samband med det, göras om till en 2+1-väg. Vägen är idag på denna sträcka 13 meter bred-[2]